# Taunton St James Without
Taunton St James Without var en civil parish från 1885 till 1932 då den blev en del av Cheddon Fitzpaine och Taunton, i grevskapet Somerset, i England. Civil parish hade 142 invånare år 1931.